# Панталей Хранов
Панталей Теофанов Хранов е български актьор и режисьор.

## Биография
Роден е в София на 6 септември 1893 г.
През 1908-1909 г. учи в школата на МХАТ, а през 1910 г. в студията на Е. Вахтангов в Москва. От 1914 до 1916 г. е актьор в Русенски общински театър. По време на Първата световна война ръководи „Полевия театър“ при Първа Софийска дивизия. През 1921 г. работи във Видински градски театър. След това, последователно, е актьор в „Художествен театър“, „Пътуващ театър“, театър „Труд и радост“. Почива на 28 октомври 1945 г. в София.

## Роли
Панталей Хранов играе множество роли, по-значимите са:
- Павел Кереков – „Свекърва“ на Антон Страшимиров
- Фъргов – „Милионерът“ на Йордан Йовков
- Мравката – „Хъшове“ на Иван Вазов
- Трънка – „Много шум за нищо“ на Уилям Шекспир
- Талбот – „Мария Стюарт“ на Фридрих Шилер
- Мармеладов – „Престъпление и наказание“ на Фьодор Достоевски
- Тома Диафуарюс – „Мнимият болен“ на Молиер[1]
- Едрю – „Боряна“
- гробаря – „Хамлет“ на Уилям Шекспир
- Щерю „Суека“ – „Вражалец“ Ст. Л. Костов

## Филмография
| Година | Филми                       | Копродукции        | Роля                   |
| ------ | --------------------------- | ------------------ | ---------------------- |
| 1944   | Росица – (незавършен)       |                    | Стойко                 |
| 1943   | Ива Самодива – (незавършен) | България / Унгария |                        |
| 1942   | Стойне у костенурка         |                    | Рангел, бащата         |
| 1941   | Шушу - мушу                 |                    | Печурков, далавераджия |
| 1940   | Те победиха                 |                    | Кане                   |
| 1936   | Грамада                     |                    | Кольо келата           |